# باربارا بل گدس
باربارا بل گدس (انگلیسی: Barbara Bel Geddes؛ زاده ۳۱ اکتبر ۱۹۲۲ درگذشته ۸ اوت ۲۰۰۵) یک هنرپیشه اهل ایالات متحده آمریکا بود.
از فیلم‌ها یا برنامه‌های تلویزیونی که وی در آن نقش داشته است می‌توان به سرگیجه، به یاد می‌آورم مادر، سامرتری و خون در ماه اشاره کرد.